# Nathalie Oberweis
Nathalie Oberweis, née le 20 février 1983 à Luxembourg, est une journaliste et femme politique luxembourgeoise.
Arrivée deuxième sur la liste de déi Lénk dans le Centre en 2018, elle remplace David Wagner comme députée le 19 mai 2021, soit à mi-mandat, selon le principe de rotation de son parti. Élue conseillère communale à Luxembourg en juin 2023, elle choisit de ne pas se représenter à la Chambre des Députés en octobre de la même année afin de se consacrer à son nouveau mandat.
Elle est la fille de Marcel Oberweis, député CSV de 2007 à 2018.